# Fischfluss-Canyon
Der Fischfluss-Canyon (englisch Fish River Canyon, sehr selten Afrikaans Visrivier Afgronde) liegt im südlichen Namibia. Er ist mit etwa 160 Kilometer Länge, bis zu 27 Kilometer Breite und bis zu 550 Meter Tiefe vom Fischfluss ausgewaschenen Flussbett der größte Canyon Afrikas und gilt nach dem Grand Canyon als zweitgrößter Canyon der Erde. 
Der Fischfluss ist mit einer Länge von über 650 Kilometer der längste Fluss Namibias. Er entspringt im östlichen Naukluftgebirge, führt aber ausschließlich in regenstarken Zeiten unterhalb seiner Stauung am Hardap- bzw. Neckartal-Damm Wasser. Der Fischfluss-Canyon durchzieht im Wesentlichen die Hunsberge und beginnt bei Seeheim im Norden und endet im Süden bei Ai-Ais, während der Fluss erst einige Kilometer danach in den Oranje mündet, den Grenzfluss zu Südafrika. Aufgrund der reduzierten Wasserführung unterhalb des Hardap-Damms ist nicht nur die zukünftige Auswaschung des Flussbettes minimiert, sondern es wird sich im Laufe der Zeit auch die Vegetation am Flusslauf verändern. Trotzdem lassen sich im Flussbett selbst in regenarmen Zeiten einzelne Tümpel finden, die das ganze Jahr wahrscheinlich von Grundwasser gespeist werden. Die Wasserstellen werden sowohl von einigen Antilopenarten als auch von Leoparden genutzt.
Laut dem namibischen Wetteramt MeteoNa wurden hier bereits Rekordtemperaturen von deutlich mehr als 50 °C gemessen.

## Touristisches
Der Canyon liegt zum größten Teil im grenzüberschreitenden ǀAi-ǀAis Richtersveld Transfrontier ParkKlicklaut sowie im privaten Gondwana Cañon Park.
Die zwei Hauptcamps des Parks sind Hobas in der Nähe des Hauptaussichtspunktes mit dem Informationszentrum am Nordende und ǀAi-ǀAis im Fluss-Talkessel mit seinen heißen Quellen im Süden. Für Touristen werden von Mai bis August mehrtägige geführte Wanderungen durch den Cañon angeboten; hingegen ist ein Abstieg abseits der Zugangsschotterstraße ohne Führung lebensgefährlich und deshalb verboten.